# Ctesifonte (oratore)
Ctesifonte, figlio di Leostene del demo di Anaflisto (in greco antico: Κτησιφῶν?, Ktesiphòn; fl. IV secolo a.C.), è stato un oratore ateniese vissuto nel IV secolo a.C..
Nonostante le iniziative sfortunate contro Filippo II di Macedonia e Alessandro Magno, gli Ateniesi rispettavano Demostene. Nel 336 a.C.  Ctesifonte propose che Atene rendesse onore al suo amico Demostene per i servigi resi alla città conferendogli, secondo l'usanza, una corona d'oro ma, sei anni dopo, tale proposta divenne una questione politica quando Eschine accusò pubblicamente di irregolarità Ctesifonte coll'orazione Contro Ctesifonte in quanto si onorava un magistrato ancora in carica e, soprattutto, perché la politica di Demostene era stata tutt'altro che buona per Atene.
Nell'orazione Sulla Corona Demostene difese efficacemente Ctesifonte attaccando i sostenitori della pace con la Macedonia, affermando di non essere pentito per le sue azioni ed insistette sul fatto che l'unico obiettivo della sua politica fosse il prestigio e l'ascesa del proprio paese.
Eschine, sebbene avesse addotto obiezioni valide dal punto di vista giuridico, fu sconfitto e costretto all'esilio.. 